# Accacidia nigropunctata
Accacidia nigropunctata är en insektsart som beskrevs av Irena Dworakowska 1971. Accacidia nigropunctata ingår i släktet Accacidia och familjen dvärgstritar.
Artens utbredningsområde är Etiopien. Inga underarter finns listade i Catalogue of Life.